# Liste des seigneurs de Canet (Roussillon)
Ceci est une liste des seigneurs de Canet (province du Roussillon, aujourd'hui dans les Pyrénées-Orientales).

## Seigneurie
- Raymond Bérenger, mentionné au début du XIe siècle, reçoit de Gausfred II "divers gages et garants pour une portion de la ville de Torelles et pour le château de Canet".
- Pierre Raymond de Canet, mentionné en 1087 dans le testament de Bernard de Corneilla.
- Guillaume Ier de Canet, mentionné en 1096 en tant que participant à la première croisade avec Girard Ier de Roussillon, tous deux sous les ordres de Guillaume II de Cerdagne.
- Raymond Bérenger, au début du XIIe siècle.
- Bérenger de Canet, mentionné en 1170.
- Raymond de Canet, mentionné en 1197. Il est également connu comme maître de la province de Provence et partie des Espagnes de l'Ordre du Temple de 1183 à 1185.
- Guillaume II de Canet, mentionné en 1205, époux de Cerdana de Rodès.
- Raymond de Canet, mort en 1241, époux de Raymonde de Serrallongue.
- Guillaume III de Canet, mort vers 1286 sans postérité.
- Pons de Guardia, mort vers 1300, fils de Galcerand de Pinos, héritier par sa femme Timberga, sœur de Guillaume de Canet.
- Raymond de Canet, mort vers 1313.

## Vicomté
- Guillaume IV de Canet, mort vers 1323, époux de Guéralda de Rocaberti. Il est créé premier vicomte de Canet en 1322 par Sanche Ier, roi de Majorque[1].
- Raymond de Canet, mort vers 1350 sans postérité masculine. Sa sœur Esclarmonde (morte vers 1357) épouse Pierre Ier de Fenouillet (mort vers 1315), vicomte d'Ille.
- Pierre II de Fenouillet, mort vers 1353. Il hérite de son cousin Raymond de Canet et devient alors vicomte d'Ille et de Canet.
- André de Fenouillet, vicomte d'Ille, mort vers 1384. Époux de Sibille de Narbonne, sœur de Guillaume Ier de Narbonne.
- Pierre III de Fenouillet, mort vers 1423 sans postérité. À la mort de Guillaume Ier de Narbonne en 1397, il est désigné par testament comme tuteur de son cousin germain Guillaume II de Narbonne.
- Bernard Galcerand de Pinos, mort vers 1441.
- Pierre Galcerand de Castro, vicomte d'Évol. Il perd son titre à la suite de l'invasion française.

## Période française
Louis XI envahit le Roussillon en 1462. Plusieurs occupants héritent successivement de la vicomté.
- Gaston du Lion, sénéchal de Saintonges, de Lannes, du Bazadais et de Toulouse, en 1464[2].
- Damien Descallar, seigneur de Llívia, en 1467.
- Pierre de Rocaberti, gouverneur du Roussillon, en 1473.
- Guillaume de Caramany en 1484.

## Retour à la couronne d'Aragon
Le Roussillon est restitué à la couronne d'Aragon en 1493.
- Pierre de Castro, vicomte d'Évol, recouvre par héritage les titres de vicomte d'Ille et de Canet en 1493. Il meurt en 1530 sans postérité.
- Guillaume Raymond de Castro, neveu du précédent, hérite des vicomtés. Il meurt sans postérité.
- Pierre Galcerand de Pinos hérite des vicomtés en 1565. Il est comte de Vallfogona et époux de Pétronille Çurita y de Peramola.
- Michel, fils du précédent, et vicomte en 1607.
- Jean, vicomte en 1620.
- Françoise, détentrice du titre et veuve de Christophe Fernandez, duc d'Hijar, s'enfuit en Espagne à la suite de l'invasion du Roussillon par Louis XIV en 1641.

## Deuxième période française
- Une charte d'avril 1649, accordée par Louis XIV, attribue la vicomté de Canet à Joseph Fontanella, sympathisant catalan de la cause française. Il est également nommé Régent de la Chancellerie de Catalogne, Roussillon et Cerdagne. Il meurt en 1680.
- Louis XIV dispose alors de la vicomté durant tout son règne.
- En 1730, un arrêt du conseil d'État rend les vicomtés de Canet et d'Évol à Isidore Fernandez, duc d'Hijar.
- En 1742, le duc d'Hijar vend la vicomté de Canet à Pierre de Lazerme (après 1670-1760), bourgeois de Perpignan.
- En 1760, Joseph I de Lazerme (1741-1821), fils du précédent, devient le dernier seigneur de Canet avant la Révolution française. Il est le père de Joseph II de Lazerme.